# 哥倫布縣 (北卡羅萊納州)
哥倫布縣（英語：Columbus County）是美國北卡羅萊納州東南部的一個縣，西南鄰南卡羅萊納州。面積2,470平方公里。根据美國2000年人口普查，共有人口54,749人。縣治懷特維爾（Whiteville）。
成立於1808年，縣名來自克里斯托弗·哥倫布。